# Tagisken
Koordinaten: 44° 15′ 55″ N, 63° 39′ 46″ O
Tagisken ist eine Hügelnekropole der Bronzezeit sowie der frühen Saken im heutigen Kasachstan. Sie liegt am Ufer des Inkar-Darja, bei dem es sich um einen Nebenfluss des Zany-Darja handelt, unweit der sakischen Nekropole von Ujgarak. Der aus 70 Kurganen und anderen Grabmonumenten bestehende Friedhof wurde 1959 von Sergei Pawlowitsch Tolstow entdeckt und von 1960 bis 1963 ausgegraben. Tolstow war der Leiter der ChAKE, die systematisch archäologische Stätten in Choresmien untersuchte. Die sakischen Kurgane datieren vom 7. bis ins 5. Jahrhundert v. Chr.

## Bronzezeitliche Nekropole
Die spätbronzezeitliche Nekropole gehört der Amirabad-Kultur an und wurde zunächst ins 9. bis 8. Jahrhundert v. Chr. datiert. Neuere Untersuchungen deuten jedoch darauf hin, dass sie in die Mitte des 2. Jahrtausends v. Chr. gehört. Hier fanden sich sieben aus Lehmziegeln errichtete Grabdenkmäler. Im Zentrum der Grabanlagen befanden sich rechteckige Grabkammern, die einst mit Holz ausgekleidet waren. Um die Grabkammern herum gab es meist weitere, kleinere Kammern. Die Grabanlagen fanden sich alle beraubt, sodass nichts zur Behandlung der Toten gesagt werden kann. An Grabbeigaben kommt vor allem Keramik vor, die mit geritzten Mustern dekoriert ist und der Begasy-Dandybai-Ware nahesteht. An Metallobjekten fanden sich Ohrgehänge, Nadeln, Messer in Sichelform, Speerspitzen und Pfeilspitzen.

## Sakische Nekropole
Die frühen sakischen Kurgane bestanden aus rechteckigen Gruben, die etwa 2,3 m mal 2,5 m groß und 2 m tief waren. Sie hatten ein Dach aus Holz, worüber dann der Kurgan errichtet wurde. Sie sind heute noch bis zu 1,5 m hoch. Bei der Beisetzung wurde in einigen Fällen das hölzerne Dach angezündet, doch wurde dieses bereits zugeschüttet, bevor es vollkommen verbrannt war. In den Grabkammern fand sich jeweils eine Einzelbestattung. Die Toten lagen in der Regel auf einer Matte oder auf einer vergleichbaren Unterlage, mit dem Kopf nach dem Westen. Eine zweite Grabform sind Bestattungen zu ebener Erde, wobei man um den Toten eine runde und dann eine quadratische Holzkonstruktion errichtete, die dann vom Kurgan zugeschüttet wurde.
Im Gegensatz dazu stehen die Kurgane des 5. Jahrhunderts v. Chr. Sie besitzen einen etwa 2,5 m tiefen Schacht, der über einen bis zu 12 m langen Gang erreicht wurde. Schacht und Kammer waren mit Holz abgedeckt und wiesen ebenfalls Brandspuren auf. Bevor das Holz vollkommen verbrannte, wurde der Kurgan aufgeschüttet.
In den Gräbern kamen zahlreiche Beigaben zu Tage. Es fand sich Keramik und in Männergräbern kommen eiserne Messer vor. In den späten Gräbern findet man Schwerter und Dolche. In den frühen Sakengräbern sind bronzene Pfeilspitzen häufig anzutreffen. In Frauengräbern findet man bronzene Spiegel. Pferdegeschirr ist eine typische Beigabe. In einigen Kurganen fanden sich auch Goldbeschläge mit Verzierungen im Tierstil.